# 와지로 개펄

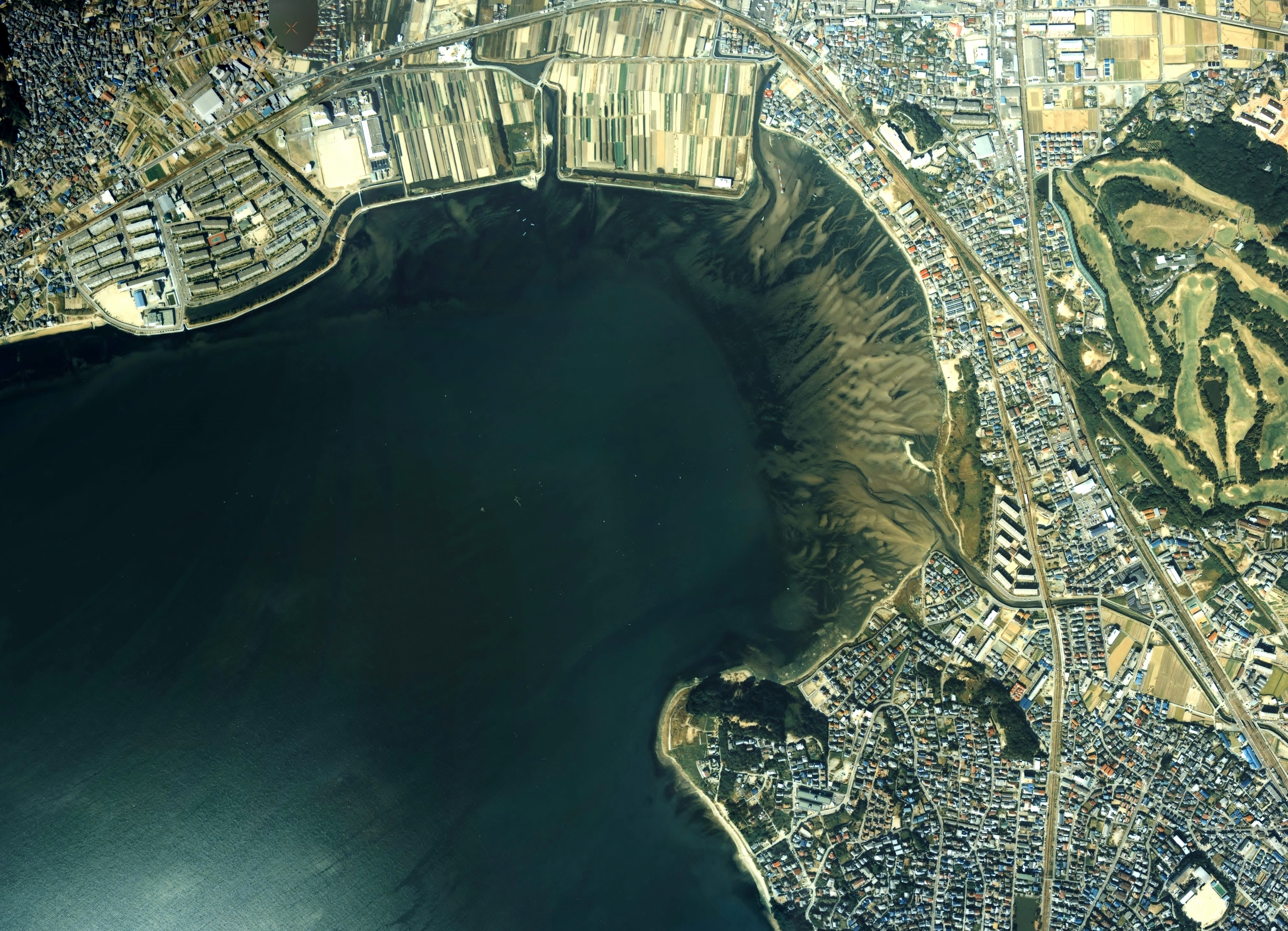
와지로 개펄 주변의 공중 사진. 1987년에 촬영된 사진 원본 2장을 합성한 상태로 작성됨.

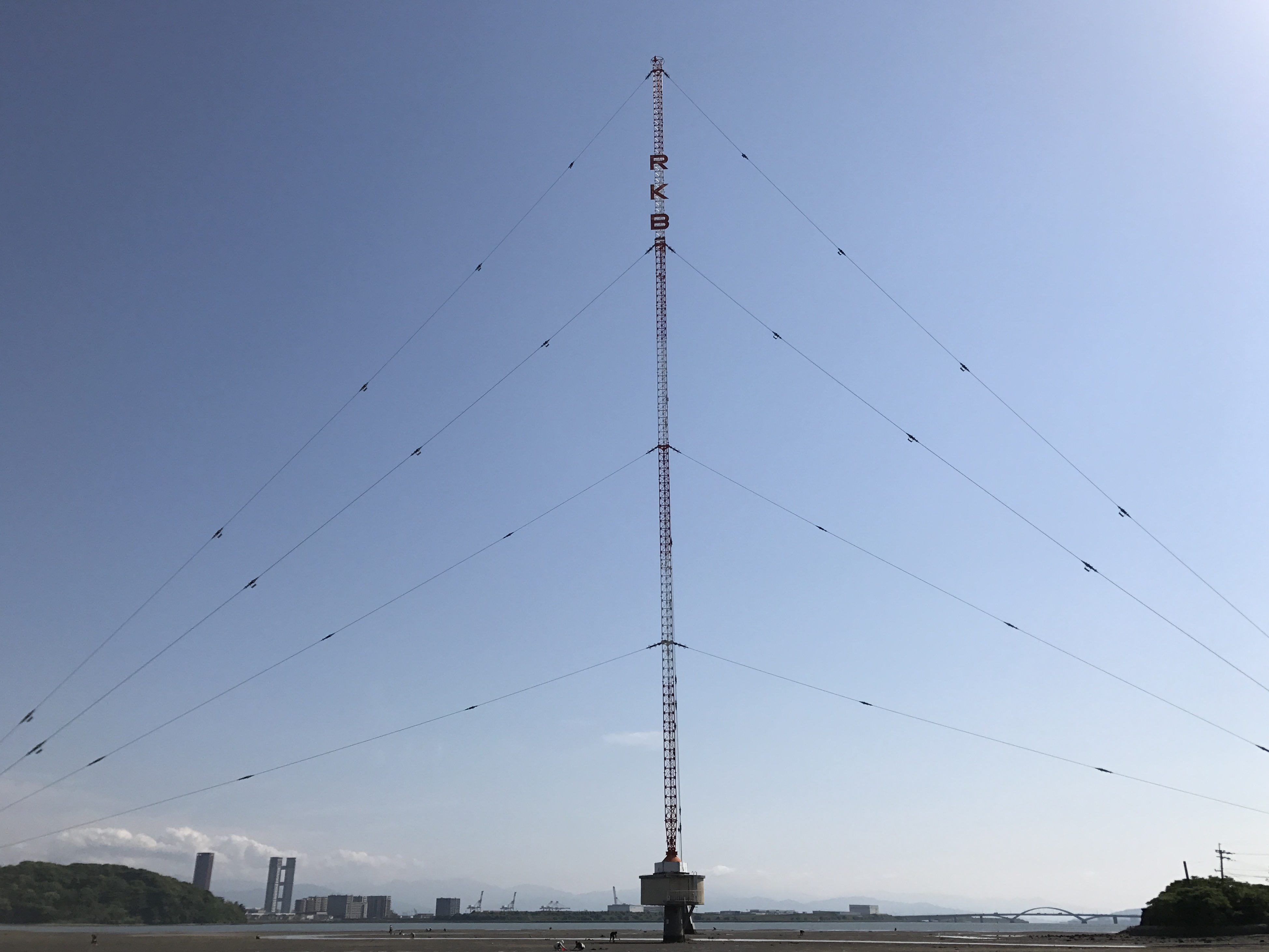
와지로 개펄에 우뚝 솟아 오르고 있는 RKB 마이니치 방송의 라디오 탑

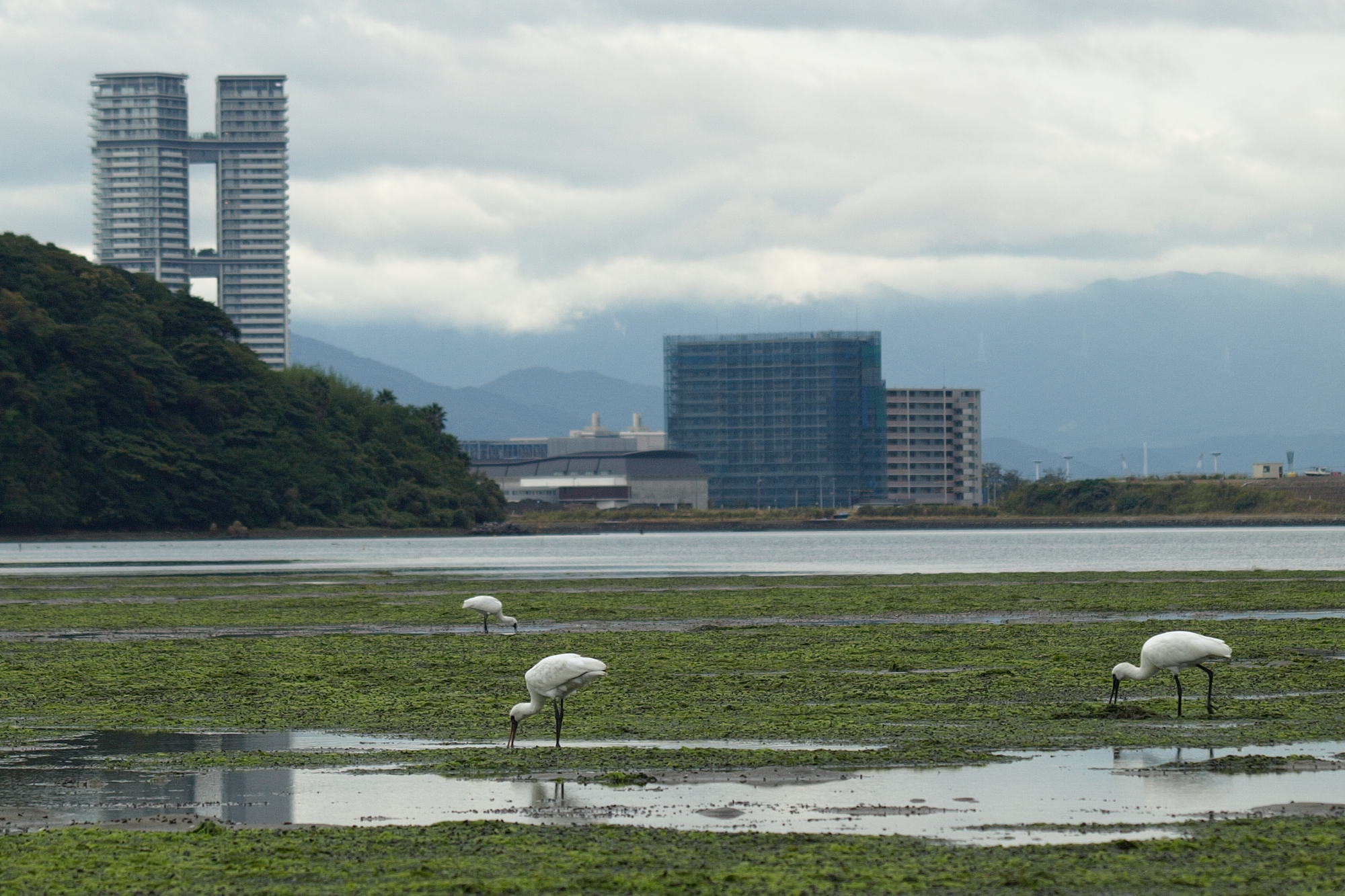
대량으로 자생하게 되는 갈파래속의 모습.

와지로 개펄(和白干潟 와지로 히가타[*])은 하카타만의 북동단에 위치하고 있는 총 면적이 약 80ha에 이르고 있는 개펄이다. 위치는 후쿠오카시 히가시구에 위치하고 있다. 그리고 동절기에는 대도시 주변 지역에 자리잡고 있는 지형 특색상 수많은 바닷새들이 날아오르고 있는 버드워칭의 포인트로도 넌지시 소개되어 있다.

## 교통편
- 철도를 이용할 경우, 니시테쓰 가이즈카 선과 JR 가시 선이 해안선을 따라 곧장 지나가게 된다. 그리고 가이즈카 선이 도노하루역 혹은 와지로역을 이용하면 된다. 또한, 가시 선을 이용할 경우 와지로역에 하차 가능하다.
- 버스 교통은 대체적으로 보면 마땅히 접근할 수 있는 노선 중 정차하기가 가능한 노선이 전혀 없기 때문에, 니시테쓰 버스가 운영하고 있는 버스 노선 일부가 와지로 개펄 일대의 부근 정류장을 통과하고 있지 않아 이용이 아예 불가능하다.

## 비고
이 개펄이 매립으로 사라지게 될까 우려되는 경우가 있어, 후쿠오카 아일랜드시티를 조성하는 사이 와지로 개펄은 점점 없어져간다, 대한민국 인천광역시의 송도국제도시처럼 바다와 개펄이 각각 사라져갈 위기가 공존하고 있는 느낌이 있고, 환경적인 측면상 와지로 개펄이 없어질 위기에 처하는 등 여러가지의 난문제가 생겨남에 따라 주변의 시민단체와 환경단체의 이해 관계에 얽혀 서로 충돌되기까지 이어져서 이 지역을 보호하려고 노리고 있는 환경단체와 시민단체 모두 후쿠오카시와 일본 환경성을 상대로 시위하게 되는 일이 벌어지기도 하는 흑역사가 남아 있는 것으로 드러나고 있다.